# Archimyrmex rostratus
Archimyrmex rostratus är en myrart som beskrevs av Cockerell 1923. Archimyrmex rostratus ingår i släktet Archimyrmex och familjen myror. Inga underarter finns listade.